# Le Carbet
 Le Carbet  es una población y comuna francesa, situada en la región de Martinica, departamento de Martinica, en el distrito de Saint-Pierre, Martinica y Cantón de Case-Pilote-Bellefontaine. Sus  gentes se llaman Carbétiens. Le Carbet se encuentra entre Fort-de-France y Saint-Pierre en la costa del Caribe.

## Geografía
La comuna estaba en otros tiempos limitada por los cinco pitones del Carbet: Piton Lacroix, Piton de l'Alma, Piton Dumauzé, Piton Boucher y Morne Piquet. Sin embargo, el tamaño de la comuna ha cambiado con el tiempo. Así bien, como consecuencia de las reclamaciones de independencia de uno de sus barrios, llamado Le Morne-Vert, éste se adquirió su autonomía en 1949, convirtiéndose en una comuna por derecho propio (el diez de febrero de 1949). La cordillera se llama todavía les Pitons du Carbet, sin embargo, hoy en día es la comuna de Morne-Vert la que bordea sus laderas.

## Historia

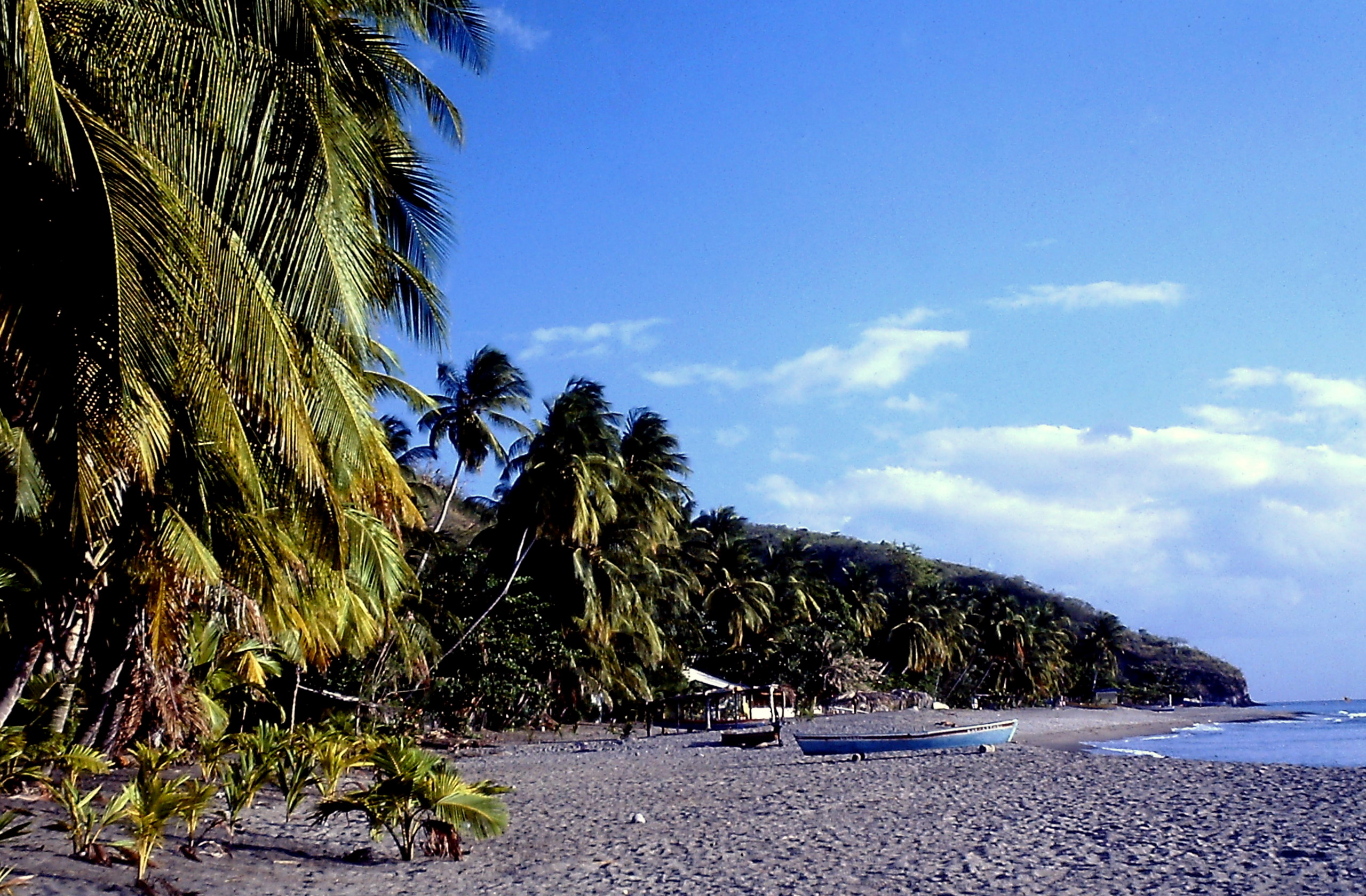
Playa de Le Carbet, donde habría desembarcado Cristóbal Colón.

El 15 de junio de 1502, Le Carbet fue el lugar donde desembarcó en la isla Cristóbal Colón durante su cuarto y último viaje.
Además, fue a partir de este punto que comienza la colonización de Martinica, con la llegada, en septiembre de 1623, de un grupo de 150 colonos franceses dirigidos por el filibustero francés Pierre Belain d'Esnambuc. Los colonos habían sido expulsados de la isla de Saint-Christophe por los ingleses. D'Esnambuc había recibido un permiso de Richelieu para conquistar toda la isla que no estuviera ocupada por cristianos, así que se dispuso a tomar posesión de Martinica, fundando al año siguiente el Fort Saint-Pierre (actualmente, la ciudad de Saint-Pierre). En Le Carbet, el gobernador Duparquet, sobrino y sucesor de d'Esnambuc, ordenó construir una casa de ladrillo cerca del río, y una capilla consagrada a Saint-Jacques (Santiago) alrededor de 1645.

## Toponimia
Carbet es el nombre que los colonos franceses daban a las grandes cabañas de techo de paja en las que se reunían los indios caribes para sus asambleas. Sin embargo, no se trata de un término karib, sino que fue tomado por los franceses de los indios tupíes de Brasil.

## Demografía
|                        | 3.364 | 3.128 | 2.711 | 3.014 | 3.315 | 3.673 | 3.754 |
| según define el INSEE. |       |       |       |       |       |       |       |

## Monumentos y lugares de interés

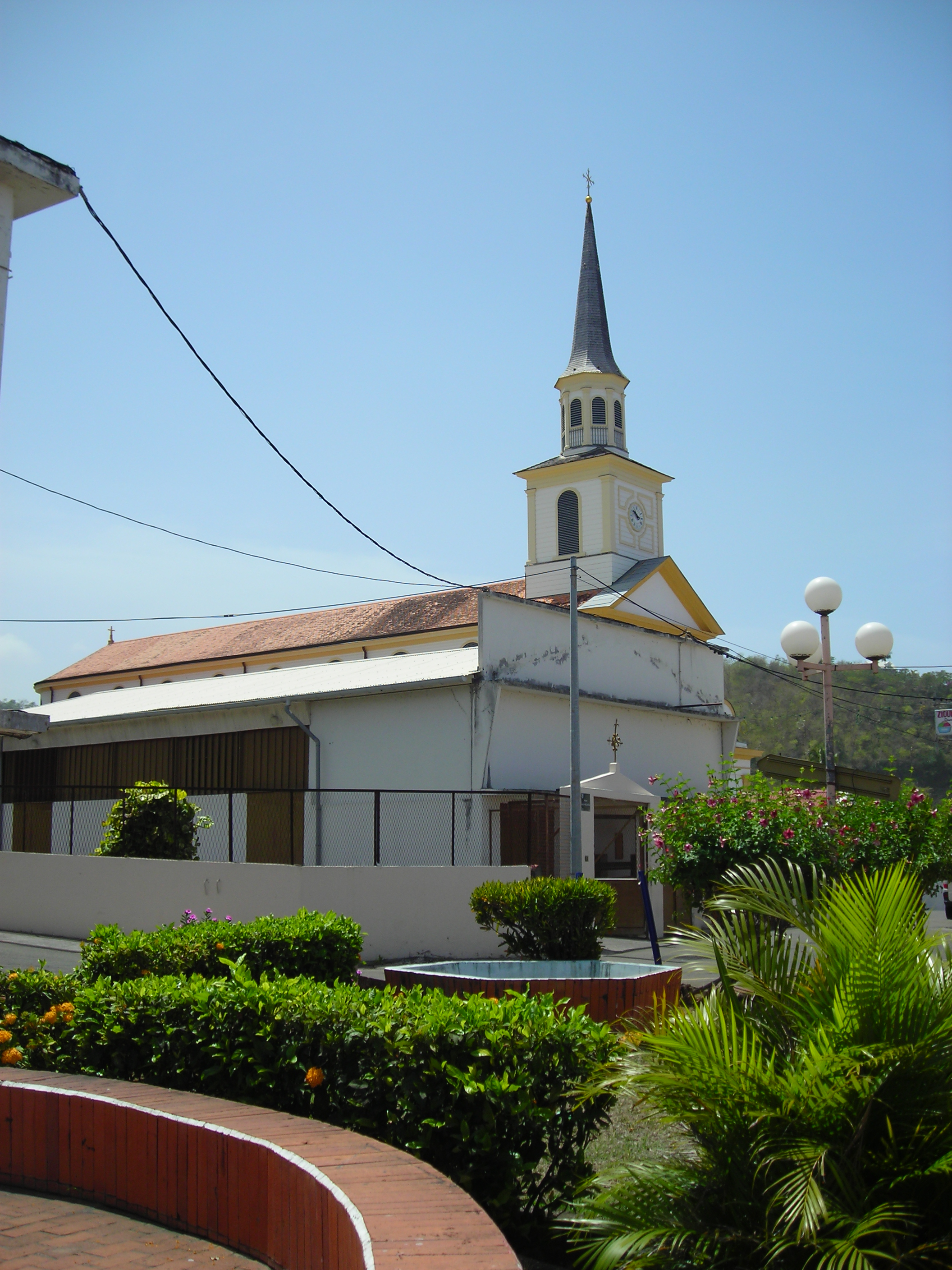
Iglesia Saint-Jacques.

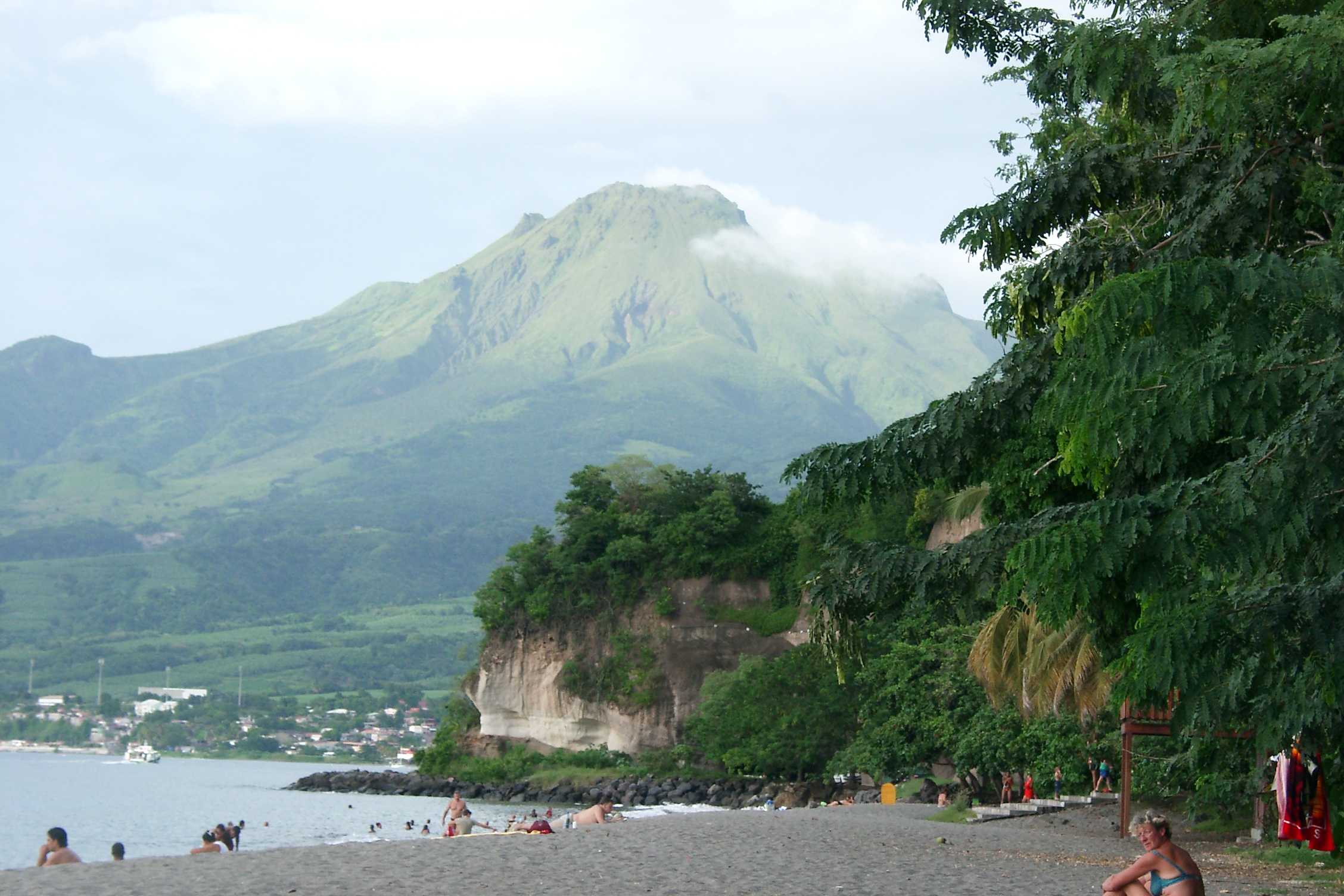
Playa de lAnse Turin con el Monte Pelée al fondo.

- La iglesia dedicada a Saint-Jacques (Santiago), que está clasificada como monumento histórico.[6]
- El presbiterio cercano a la iglesia (monumento histórico[6]) fue objeto de una campaña de restauración en 2015 bajo la dirección del Sr. Etienne Poncelet.[7]
- La tumba de la dama española (monumento histórico[6]): según la leyenda, se trataría de una madre encontrada muerta sobre la playa después de un naufragio, con sus dos hijos todavía en los brazos.
- La Casa Taïlamé (monumento histórico): este edificio ha sido el objeto de obras de restauración a partir de 2014 bajo la dirección del Sr Pierre Bortolussi.[8]
- Monumento a los muertos de la Primera Guerra Mundial.
- Una zona pública cubierta de madera y metal.
- El Canal de los Esclavos (llamado también Canal de Beauregard): este canal fue fabricado gracias a la mano de obra esclava sobre el flanco de las laderas, a veces a una altura de más de 40 metros.
- Cascada del Saut d'eau du Carbet: de una altura de 100 m , es visible desde el Canal de los Esclavos.
- Habitation Anse Latouche: antiguo ingenio azucarero fundado en 1643
- Destilería Neisson: lugar de producción de uno de los rones más apreciados de la isla.
- Museo Paul Gauguin: presenta copias de los cuadros del pintor realizados durante su estancia en Martinica (cerrado actualmente).
- Centro de ocio: Aqualand (parque acuático).

Le Carbet es una comuna que posee playas de arena gris, orientadas hacia el Mar Caribe, bajo la sombra de numerosos cocoteros y con vistas al Monte Pelée.